# Gornja Bijela
Gornja Bijela este un sat din comuna Šavnik, Muntenegru. Conform datelor de la recensământul din 2003, localitatea are 98 de locuitori (la recensământul din 1991 erau 137 de locuitori).

## Demografie
În satul Gornja Bijela locuiesc 82 de persoane adulte, iar vârsta medie a populației este de 40,7 de ani (40,3 la bărbați și 41,2 la femei). În localitate sunt 29 de gospodării, iar numărul mediu de membri în gospodărie este de 3,38.
Populația localității este foarte eterogenă.
|  |

| Demografie | Demografie | Demografie |
| An         | Locuitori  | Locuitori  |
| ---------- | ---------- | ---------- |
|            |            |            |
|            |            |            |
|            |            |            |
|            |            |            |
| 1948       | 455        |            |
| 1953       | 460        |            |
| 1961       | 442        |            |
| 1971       | 413        |            |
| 1981       | 257        |            |
| 1991       | 137        | 137        |
| 2003       | 100        | 98         |

| \| Componența etnică conform recensământului din 2003[2] \| Componența etnică conform recensământului din 2003[2] \| Componența etnică conform recensământului din 2003[2] \| Componența etnică conform recensământului din 2003[2] \| Componența etnică conform recensământului din 2003[2] \| \| ----------------------------------------------------- \| ----------------------------------------------------- \| ----------------------------------------------------- \| ----------------------------------------------------- \| ----------------------------------------------------- \| \| \| \| \| \| \| \| Sârbi \| Sârbi \| \| 54 \| 55,1% \| \| Muntenegreni \| Muntenegreni \| \| 38 \| 38,77% \| \| necunoscută \| necunoscută \| \| 6 \| 6,12% \| |              |  |    |        |
| Componența etnică conform recensământului din 2003 |              |  |    |        |
| |              |  |    |        |
| Sârbi | Sârbi        |  | 54 | 55,1%  |
| Muntenegreni | Muntenegreni |  | 38 | 38,77% |
| necunoscută | necunoscută  |  | 6  | 6,12%  |